# 副簕竹属
副簕竹属（学名：Parabambusa），也称作鬃耳竹属，是禾本科的一属。

## 下属物种
本属包括以下物种：
- Parabambusa kaini Widjaja